# Acalypha deltoidea
Acalypha deltoidea là một loài thực vật có hoa trong họ Đại kích. Loài này được Robyns & Lawalrée mô tả khoa học đầu tiên năm 1947.